# Елизавета Михайловна
Елизавета Михайловна (26 май 1826 – 28 януари 1845) е велика руска княгиня, внучка на император Павел I, и херцогиня на Насау.

## Живот
Родена е на 26 май 1826 г. в Кремъл, Москва. Тя е втората дъщеря на великия руски княз Михаил Павлович и принцеса Шарлота Вюртембергска. Бащата на Елизавета е най-малкият син на император Павел I и София Доротея Вюртембергска. Елизавета е кръстена на покойната императрица Елисавета Алексеевна, съпруга на чичо ѝ, император Александър I, която е близка приятелка на майка ѝ Шарлота.
Елизавета израства заедно със сестрите си в Михайловския дворец в Петербург, където получава отлично възпитание и образование.
На 31 януари 1841 Елизавета се омъжва за херцога на Насау, Адолф I, с когото се запознава през 1843 г. в Петербург. Младоженците остават в Петербург за известно време преди да заминат за Германия и да се настанят в двореца Бибрих във Висбаден. Елизавета Михайловна, сега – херцогиня на Насау, става изключително популярна сред местните хора.
Елизавета и Адолф са изключително щастливи заедно, но щастието им продължава само една година. На 28 януари 1845 г. тя умира по време на раждането на първото си дете, което също не оцелява. По заповед на съкрушения ѝ съпруг във Висбаден е построен руски православен храм Св. Елизавета, в който е положен саркофагът с останките на Елизавета Михайловна и детето ѝ.